# Bell-lloc d'Urgell
Bell-lloc d'Urgell és un municipi de Catalunya situat a la comarca del Pla d'Urgell

## Geografia
- Llista de topònims de Bell-lloc d'Urgell (Orografia: muntanyes, serres, collades, indrets..; hidrografia: rius, fonts...; edificis: cases, masies, esglésies, etc).

Bell-lloc d'Urgell és un poble de la comarca del Pla d'Urgell, a l'extrem occidental de la Plana d'Urgell, a 196 metres damunt el nivell del mar i a 14 km de la ciutat de Lleida, amb la qual està molt ben comunicat. Avui dia, la seva població és de 2.255 habitants.
El seu terme té una extensió de 34,90 km², i està envoltat al nord pels termes de Bellvís i Vilanova de la Barca; al sud, pels de Torregrossa i els Alamús; a l'est, pels de Sidamon i el Palau d'Anglesola i a l'oest, pels d'Alcoletge i els Alamús.
Pel fet de trobar-se en una plana colpejada per tota mena de vents (menys pels del sud), i també per la seva situació tan propera al riu Segre, el seu clima és de caràcter mediterrani continental, amb estius calorosos i secs, i hiverns frígids i humits, motivat principalment pel fenomen de la inversió tèrmica, que provoca l'aparició de boires molt espesses.

## Història
Bell-lloc d'Urgell i el seu terme municipal han estat un lloc de pas des de temps immemorials. Els primers rastres humans localitzats són de la primera edat del ferro i arriben fins a l'època romana.
Referent al període de dominació romana, hi va haver alguna torre habitada i disseminada pel que és actualment el seu terme. Així ens ho demostra la ceràmica i altres objectes que s'han anat trobant, amb motiu de l'anivellació de diferents terres de conreu.
El terme de Bell-lloc constituí una via de pas a l'època romana i per ell hi passà la via romana que comunicava Ilerda amb Bàrcino. En l'actualitat, la carretera N-II coincideix en molts dels llocs del seu traçat amb aquell antic camí romà.

### Bell-lloc medieval: orígens del poble
El nucli antic es configurà al voltant de l'actual carrer Major, que és on trobem les cases més antigues del poble: cal Codina, ca la Fam, cal Pubill... Del carrer Major partien el carrer de la Costereta, el carrer de la Bassa i també els carrerons estrets que comunicaven amb el carrer del Forn i amb el que més tard seria el carrer del Raval, però que avui en dia és anomenat carrer Urgell, i que llavors era l'eral del poble.
La dada històrica més antiga en què apareix per primera vegada el nom de Bell-lloc correspon a l'Ordenació de l'església catedral de Lleida, feta l'any 1168, en la qual es fa donació a la mensa episcopal d'aquesta església, de les de Belloloco (Bell-lloc) i d'Avincellon, Alamús..., i en què es determina que llurs habitants hauran d'entregar la quarta part dels delmes.

### Bell-lloc durant els seglesxixixx
El sector important econòmicament i socialment a Bell-lloc ha estat l'agricultura. El seu terme municipal, fins fa uns 50 anys, quan es construí el subcanal, era bàsicament secà i, per tant, era plantat de cereals, oliveres, vinya i ametllers.
La principal font de riquesa fins a començaments del segle actual era la vinya. Hi havia grans plantacions i molt ben cuidades. El vi que s'elaborava va tenir sempre molt bona acceptació, i per aquest motiu s'instal·laren algunes indústries que, durant l'època de la verema, donaven feina a bastants obrers.
La fil·loxera que a partir de 1891 va arribar a Catalunya va provocar la gairebé total desaparició de la vinya. El seu conreu fou substituït pels ametllers i, més tard, pels cereals, l'alfals, el blat de moro, la remolatxa i els fruiters.
El segle xx ha estat i és de gran revitalització en tots els aspectes, en bona part gràcies a la construcció del canal auxiliar d'Urgell o subcanal.

## Política
A les eleccions municipals celebrades l'any 2007, els resultats foren els següents:
| Partit polític                                      | Ideologia                           | Vots | Percentatge | Regidors |
| --------------------------------------------------- | ----------------------------------- | ---- | ----------- | -------- |
| Convergència i Unió                                 | lliberal-democristià i nacionalista | 668  | 48,51       | 6        |
| Bloc Independent Progressista — PSC-PM              | progressista                        | 482  | 35,00       | 4        |
| Esquerra Republicana de Catalunya — Acord Municipal | progressista i independentista      | 172  | 12,49       | 1        |
| Partit Popular                                      | conservador i espanyolista          | 24   | 1,74        | 0        |

D'altra banda, a les eleccions municipals del 22 de maig de 2011, els resultats foren:
| Partit polític                                      | Ideologia                           | Vots | Percentatge | Regidors |
| --------------------------------------------------- | ----------------------------------- | ---- | ----------- | -------- |
| Convergència i Unió                                 | lliberal-democristià i nacionalista | 702  | 54,46       | 6        |
| Bloc Independent Progressista — PSC-PM              | progressista                        | 344  | 26,69       | 3        |
| Esquerra Republicana de Catalunya — Acord Municipal | progressista i independentista      | 108  | 8,38        | 1        |
| Partit Popular                                      | conservador i espanyolista          | 101  | 7,84        | 1        |

## Demografia
| 1497 f | 1515 f | 1553 f | 1717 | 1787 | 1857 | 1877 | 1887 | 1900  | 1910  |
| ------ | ------ | ------ | ---- | ---- | ---- | ---- | ---- | ----- | ----- |
| 29     | 42     | 53     | 33   | 225  | 807  | 796  | 984  | 1.395 | 1.582 |

| 1920  | 1930  | 1940  | 1950  | 1960  | 1970  | 1981  | 1990  | 1992  | 1994  |
| ----- | ----- | ----- | ----- | ----- | ----- | ----- | ----- | ----- | ----- |
| 1.620 | 1.508 | 1.577 | 1.827 | 2.226 | 2.291 | 2.164 | 2.243 | 2.176 | 2.176 |

| 1996  | 1998  | 2000  | 2002  | 2004  | 2006  | 2008  | 2010 | 2012  | 2014  |
| ----- | ----- | ----- | ----- | ----- | ----- | ----- | ---- | ----- | ----- |
| 2.119 | 2.106 | 2.124 | 2.122 | 2.126 | 2.326 | 2.413 | 2448 | 2.420 | 2.351 |

| 2016  | 2018  | 2020  | 2022  | 2024  | 2026 | 2028 | 2030 | 2032 | 2034 |
| ----- | ----- | ----- | ----- | ----- | ---- | ---- | ---- | ---- | ---- |
| 2.349 | 2.289 | 2.335 | 2.342 | 2.359 | -    | -    | -    | -    | -    |

## Llocs d'interès
- Església de Sant Miquel Arcàngel. És d'estil colonial renaixentista, molt semblant al neoclàssic. Té forma de creu llatina, amb tres naus i una gran cúpula. Les columnes estan reduïdes al mínim per tal d'obtenir el màxim de visibilitat i per donar cabuda a més feligresos en els bancs de les dues naus laterals. Beneïda el 18 de maig de 1952, fou tota bastida amb totxos, llevat dels tres metres inferiors, que són de formigó i pedra. La seva superfície és de 700 m² (35x20) i al carrer de la Costereta, al peu mateix de la N-II.

- Portal de l'església antiga (segle xii). Portal romànic de l'antiga església de Bell-lloc, que s'aixecà on anteriorment hi havia hagut, possiblement, la muralla i abans una antiga mesquita, de la qual ja es tenen notícies l'any 1168, i que fou incendiada l'estiu del 1936. Posteriorment, es construí una església provisional, utilitzant les pedres de la primitiva església fins al primer pis. Les pedres del portal, doncs, són les mateixes de la que va ser la porta romànica de l'església antiga.

- Creu de terme del segle xiii, enmig de la plaça de la Creu del Terme.

- Font del Corroni. Font que neix al peu d'un tossal de grava i pedra, al marge esquerre del canal auxiliar d'Urgell o subcanal, i ben a prop de la font de la torre del Poet.

- Instal·lacions esportives. Bell-lloc disposa de pista poliesportiva a l'aire lliure amb frontó, camp de futbol, pavelló poliesportiu tancat amb climatització i piscines. Els esports que hi podem trobar són el bàsquet, el futbol, el frontó i l'hoquei patins, que és l'esport que ha donat els millors èxits al poble.

- Pineda Municipal. L'1 d'agost de 1947, en un espai fora de la població, molt a prop del pont del subcanal que hi ha en el camí de Torregrossa, s'inaugurava el que llavors era el nou dipòsit, que serviria per aprovisionar d'aigua el poble de Bell-lloc. Més tard, en els terrenys municipals del seu voltant s'hi van plantar pins i xiprers, que amb els anys donarien lloc a una zona d'esbarjo, coneguda arreu amb el nom de La Pineda. Està condicionada per cuinar i té aigua corrent, serveis...